# Toliara
Toliara (även: Toliary, tidigare: Tuléar) är en stad i regionen Atsimo-Andrefana i den sydvästra delen av Madagaskar. Staden hade 168 756 invånare vid folkräkningen 2018, på en yta av 32,12 km². Den ligger vid Moçambiquekanalen, cirka 635 kilometer sydväst om Antananarivo. Toliara är huvudort i regionen Atsimo-Andrefana och fungerar som en utskeppningshamn för jordbruksprodukter från inlandet.